# Umberto di Lelio
Umberto di Lelio  (* 1890 in Rom; † 1946 in Mailand) war ein italienischer Opernsänger (Bass) und Gesangspädagoge. Er war ein Vertreter der Belcanto-Tradition italienischer Schule in Ausrichtung auf das italienische und französische Opernrepertoire des 19. und beginnenden 20. Jahrhunderts.

## Leben und Wirken
Umberto di Lelio studierte Gesang bei Antonio Cotogni in Rom. 1916 debütierte er am Teatro Alhambra in Tarent als Kiril in Fedora von Umberto Giordano und trat anschließend an verschiedenen italienischen Opernhäusern auf. Sein Debüt am Teatro alla Scala gab er 1921 als Pistol in Verdis Falstaff und sang dort bis 1941 zahlreiche Partien im italienischen, französischen und deutschen Opernfach. Insbesondere wirkte er 1922 bei der Uraufführung der Oper Debora e Jaele von Ildebrando Pizzetti in der Rolle des Hèver sowie 1929 bei in der italienischen Erstaufführung von Rimski-Korsakows Das Märchen vom Zaren Saltan als Zar mit. In einer weiteren italienischen Erstaufführung sang er 1936 in Arabella von Richard Strauss am Teatro Carlo Felice in Genua.
Di Lelio erarbeitete sich an der Scala zahlreiche Partien, unter anderem Warlaam in Boris Godunow, Sparafucile in Rigoletto, Stromminger in La Wally, Geronte in Manon Lescaut, Herzog Blaubart in Ariadne et Barbe-Bleu, Graf Almaviva in Le nozze di Figaro, Baron Ochs im Rosenkavalier, Lodovico in Otello, Sulpizio in La figlia del reggimento, Runebif in Wolf-Ferraris La vedova scaltra sowie unter der Leitung von Richard Strauss den Orest in Elektra.
Am Teatro La Fenice gastierte er zwischen 1933 und 1938 mehrfach: als Don Pasquale, Hagen, Ramfis und Dulcamara. Zudem trat er an zahlreichen weiteren italienischen Opernhäusern auf, z. B. am Teatro Comunale di Firenze, Teatro Petruzzelli in Bari, Teatro Regio di Parma, Teatro dell’Opera Rom, Teatro Lirico Mailand, Teatro della Pergola in Florenz, Teatro Massimo in Palermo, Teatro Carlo Felice in Genua, Teatro Comunale di Bologna, Teatro Municipale Piacenza, Teatro Giuseppe Verdi in Triest, Teatro Regio Turin und am Teatro Filarmonico di Verona.
Weitere Gastspiele führten ihn mehrfach in die Arena von Pola sowie in die Schweiz, nach Frankreich, Australien, Portugal und Südamerika – u. a. an die Oper von Cannes, das Teatro São Luiz in Lissabon, das Teatro Municipal Santiago de Chile und das Theatro Municipal Rio de Janeiro. Bei den Salzburger Festspielen sang er 1931 Graf Robinson in Il matrimonio segreto. 1937 trat er an der Covent Garden Opera als Don Pasquale und Ramfis auf.
Als Belcanto-Sänger war er in der Lage, auch das Wagner-Repertoire im Belcanto nach Richard Wagners ursprünglicher Vorstellung eines Belcantostils zu singen. Wagners Opern wurden an der Scala in italienischer Sprache aufgeführt. Dort sang er Klingsor in Parsifal (1922) und den Wanderer in Siegfried, den er auch mehrfach in Turin darstellte. Als König Marke in Tristan und Isolde trat er am Teatro Verdi (1919), in Modena (1934) sowie in Parma (1936) auf und sang in Turin den Hagen in der Götterdämmerung (1933). In Die Meistersinger von Nürnberg gastierte er 1922 als Beckmesser am Pariser Théâtre des Champs-Élysées und als Veit Pogner 1936 am Teatro Comunale di Bologna. Als König Heinrich in Lohengrin war er u. a. am Teatro Verdi, am Teatro San Carlo sowie in Faenza, in der Arena von Pola und 1925 am Teatro Municipal Santiago de Chile zu hören.
Im Jahr 1941 zog sich Umberto di Lelio von der Bühne zurück. In Italien war er als Gesangspädagoge und Belcanto-Gesangslehrer, auch von Kollegen der Scala und anderen großen Sängern, sehr geschätzt. Seine Tochter war die Opernsängerin Loretta di Lelio.

## Repertoire (Auswahl)
- Ludwig van Beethoven: Fidelio (Don Pizarro)
- Vincenzo Bellini: La sonnambula (Rodolfo)
- Vincenzo Bellini: Norma (Oroveso)
- Arrigo Boito: Mefistofele (Mefistofele)
- Alfredo Catalani: La Wally (Stromminger)
- Francesco Cilea: Adriana Lecouvreur (Fürst von Boullion)
- Domenico Cimarosa: L’impresario in angustie (Don Perizonio)
- Donemico Cimarosa: Il matrimonio segreto (Graf Robinson)
- Gaetano Donizetti: L’elisir d’amore (Dulcamara)
- Gaetano Donizetti: Don Pasquale (Don Pasquale)
- Gaetano Donizetti: Lucia di Lammermoor (Raimondo)
- Gaetano Donizetti: La fille du régiment (Sulpizio)
- Paul Dukas: Ariane et Barbe-Bleue (Herzog Blaubart)
- Carlos Gomes: Il Guarany (Don Antonio)
- Charles Gounod: Faust (Mefistofele)
- Pietro Mascagni: Iris (Der Blinde)
- Pietro Mascagni: Guglielmo Ratcliff (Tom)
- Italo Montemezzi: Amore dei tre re (Archibaldo)
- Wolfgang Amadeus Mozart: Le nozze di Figaro (Graf Almaviva)
- Wolfgang Amadeus Mozart: Don Giovanni (Leporello)
- Modest Mussorgski: Boris Godunow (Warlaam)
- Modest Mussorgski: Chowanschtschina (Fürst Iwan)
- Ildebrando Pizzetti: Debora e Jaele (Hèver) – Uraufführung
- Amilcare Ponchielli: La Gioconda (Alvise)
- Giacomo Puccini: Tosca (Angelotti)
- Giacomo Puccini: La Bohème (Colline)
- Giacomo Puccini: Turandot (Timur)
- Giacomo Puccini: Gianni Schicchi (Schicchi)
- Giacomo Puccini: Manon Lescaut (Geronte)
- Nikolai Rimski-Korsakow: Das Märchen vom Zaren Saltan (Zar Saltan)
- Gioachino Rossini; Il barbiere di Siviglia (Don Basilio)
- Richard Strauss: Der Rosenkavalier (Baron Ochs)
- Richard Strauss: Elektra (Orest)
- Giuseppe Verdi: Rigoletto (Sparafucile)
- Giuseppe Verdi: Aida (Ramfis)
- Giuseppe Verdi: Il trovatore (Ferrando)
- Giuseppe Verdi: Ernani (Silva)
- Giuseppe Verdi: Falstaff (Pistola)
- Giuseppe Verdi: La forza del destino (Padre Guardiano)
- Giuseppe Verdi: Un ballo in maschera (Samuel)
- Giuseppe Verdi: Otello (Lodovico)
- Antonio Veretti: Il favorito del re (König)
- Richard Wagner: Lohengrin (König Heinrich)
- Richard Wagner: Götterdämmerung (Hagen)
- Richard Wagner: Tristan und Isolde (König Marke)
- Richard Wagner: Parsifal (Klingsor)
- Richard Wagner: Die Meistersinger von Nürnberg (Beckmesser)
- Richard Wagner: Siegfried (Wanderer)
- Carl-Maria von Weber: Der Freischütz
- Ermanno Wolf-Ferrari: La vedova scaltra (Runebif)
- Ermanno Wolf-Ferrari: Il campiello (Fabrizio)
- Ermanno Wolf-Ferrari: I quattro rusteghi (Simon)

## Diskografie (Auswahl)
- Mefistofele: „Ecco il mondo“ b 1608 – Mefistofele: „Aria del fischio“ b 1716 (Columbia Record)
- Favorita: „Vien Leonora“ b 1611 – Il Barbiere di Siviglia: „A La calunnia“ bx 179 (Columbia Record)
- La Sonnambula: „Vi ravviso“ b 1696 – La Sonnambula: „Tu non sai“ b 1698 (Columbia Record)
- Boris Godunov: „Canzone di Varlaam“ b 1610 (Columbia Record)
- Faust: „Serenata“ b 1709 – Faust: „Dio dell’or“ b 1712 (Columbia Record)
- Lohengrin: „O re del ciel“ b 1701 (Columbia Record)